# Arrès (Aragon)
 (juin 2016).
Si vous disposez d'ouvrages ou d'articles de référence ou si vous connaissez des sites web de qualité traitant du thème abordé ici, merci de compléter l'article en donnant les références utiles à sa vérifiabilité et en les liant à la section « Notes et références ».
Arrès est une localité d'Espagne. Elle se trouve dans le Municipio de Bailo, dans la province de Huesca, dans la communauté autonome d'Aragon. Elle se trouve sur le Camino aragonés (chemin de Saint-Jacques de Compostelle en Espagne).

## Monuments
Le château d'Arrès, du XVe siècle, est classé parmi les Biens d'intêret culturel d'Espagne.